# ديوك هاريس
ديوك هاريس هو لاعب هوكي الجليد كندي، ولد في 25 فبراير 1942 في سارنيا في كندا، وتوفي في 2 أغسطس 2017.

## وصلات خارجية
- ديوك هاريس على موقع دوري الهوكي الوطني (الإنجليزية)
- ديوك هاريس على موقع قاعة مشاهير الهوكي (لاعب أن.إتش.أل) (الإنجليزية)
- ديوك هاريس على موقع EliteProspects.com (الإنجليزية)
- ديوك هاريس على موقع HockeyDB.com (الإنجليزية)
- ديوك هاريس على موقع Hockey-Reference.com (الإنجليزية)